# John Crealock

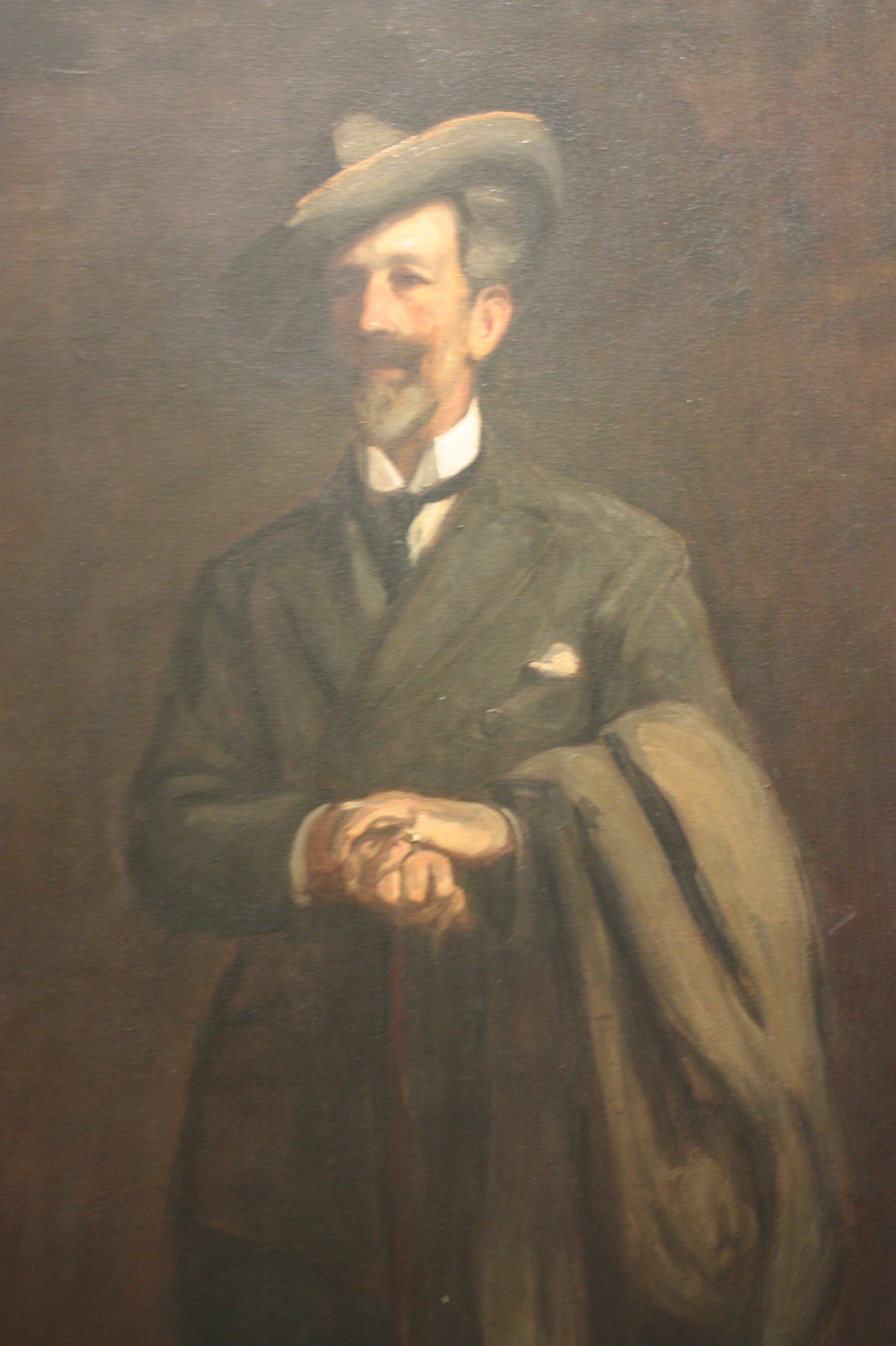
Robert Bontine Cunninghame Graham par John Crealock

John Mansfield Crealock, né à Dublin le 12 mars 1871 et mort le 12 janvier 1959 à Londres, est un peintre britannique.

## Biographie
Sociétaire de la Société nationale des beaux-arts, il expose au Salon des artistes français de 1929 la toile Saint-Cloud. On lui doit de nombreux portraits.